# Hoằng Hà
Hoằng Hà là một xã thuộc huyện Hoằng Hóa, tỉnh Thanh Hóa, Việt Nam.
Xã Hoằng Hà có diện tích 4,22 km², dân số năm 1999 là 4252 người, mật độ dân số đạt 1008 người/km². Theo điều tra dân số ngày 1/4/2009 người dân có mặt ở xã Hoằng Hà là 4.245 người với tổng số hộ, tăng gấp hơn hai lần so với năm 1945.